# Rusko (województwo wielkopolskie)
Rusko – wieś w Polsce położona w województwie wielkopolskim, w powiecie jarocińskim, w gminie Jaraczewo. W latach 1975–1998 miejscowość położona była w województwie kaliskim.
Pierwotna nazwa wsi brzmiała Rudusko i pochodziła od rudy darninowej. Pierwsze wzmianki na temat wsi sięgają 1392 roku. Właścicielami majątku kolejno byli: Zarembowie, Bielawscy, Suchorzewscy, Koszutscy, Objezierscy. W 1870 roku Rusko zostało kupione przez Zygmunta hrabiego Czarneckiego herbu Prus III.
Wieś w 2011 roku zamieszkiwały 893 osoby
Miejscowość jest siedzibą parafii św. Wojciecha. W strukturze kościoła rzymskokatolickiego parafia należy do metropolii poznańskiej, archidiecezji poznańskiej, dekanatu boreckiego.
W miejscowości działało od 1945 do 1994 roku Państwowe Gospodarstwo Rolne Rusko. Przekształcone w Gospodarstwo Rolne "Rusko" sp. z o.o. i należące do Skarbu Państwa. W 2012 odkupione w całości za ponad 60 mln zł, sprywatyzowane i zrestrukturyzowane przez Wojciecha Wójcika zajmującego się hodowlą zwierząt futerkowych oraz uprawą zbóż.

## Struktura powierzchni
Według danych z roku 2011 wieś Rusko ma obszar 823,45 km², w tym:
- użytki rolne: 91,58%
- tereny osiedlowe: 3,23%
- tereny komunikacyjne: 2,65%
- użytki leśne: 1,44%.
- wody: 1%
- nieużytki: 0,1%

## Zabytki
- Zespół pałacowy hr. Czarneckich z 1873 (364/1409/A z 27.02.1973)
- Kościół parafii św. Wojciecha z 1833 (kl.III-885/11/61 z 27.12.1961)